# Happy the Man-3rd
Happy the Man-3rd ("Better late") is een demostudioalbum van Happy The Man.

## Inleiding
Na twee studioalbum, die het vooral goed deden in het cultcircuit, verloor platenlabel Arista Records alle interesse in de band. Men wist, aldus Frank Wyatt in 2020, niet hoe ze deze combinatie van progressieve rock, en fusion moest promoten. Kennelijk wist de band zelf ook niet hoe het verder moest, want ze had al een aantal studiosessies achter de rug voor een derde album. Deze bleven grotendeels op de plank liggen. Onder de term Better late ("beter laat dan nooit") bracht toetsenist Kit Watkins ze in eigen beheer uit.   

## Musici
- Kit Watkins – toetsinstrumenten, dwarsfluit
- Frank Wyatt – elektrische piano, altsaxofoon, dwarsfluit
- Stan Whitaker – gitaren, zang
- Coco Roussel – drumstel, percussie
- Rick Kennell – basgitaar

## Muziek
| Nr. | Titel                                             | Duur |
| --- | ------------------------------------------------- | ---- |
| 1.  | Eye of the storm (Watkins)                        | 3:58 |
| 2.  | The falcon (Wyatt, Whitaker)                      | 6:09 |
| 3.  | At the edge of the thought (Wyatt)                | 5:16 |
| 4.  | While chrome yellow shine (Wyatt, Watkins)        | 6:10 |
| 5.  | Who’s in charge here (Whitaker (bonustrack 1990)) | 5:39 |
| 6.  | Shadow shaping (Watkins, Wyatt, Whitaker)         | 4:25 |
| 7.  | Run into the ground (Watkins, Kennell)            | 5:02 |
| 8.  | Footwork (Watkins)                                | 4:19 |
| 9.  | Labyrinth (Watkins)                               | 7:29 |
| 10. | Such a warm breeze (Whitaker (bonustrack 1990))   | 5:08 |

Eye of the storm en Labyrinth kregen later wel een definitieve versie. In 1979 trad Watkins toe tot Camel. Eye of the storm kwam op I Can See Your House from Here; Labyrinth kwam deels terug op Nude.